# イーゴリ・プザノフ

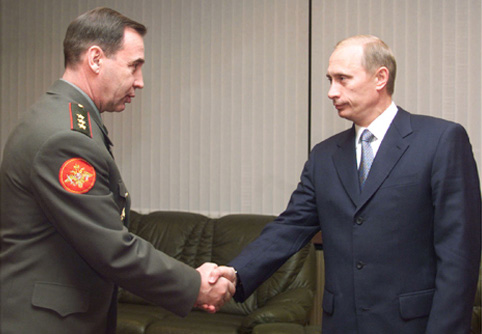

イーゴリ・エヴゲーニエヴィチ・プザノフ（Игорь Евгеньевич Пузанов；1947年1月31日 - 2023年10月22日）は、ロシア連邦の軍人。レニングラード軍管区司令官。上級大将。

## 経歴
オムスク高等諸兵科共通指揮学校、M.V.フルンゼ名称軍事アカデミー、ソ連軍参謀本部軍事アカデミー（優秀）を卒業。
シベリア軍管区で勤務し、小隊長から大隊長までを歴任。
フルンゼ軍事アカデミー卒業後、沿カルパチア軍管区の連隊参謀長、連隊長。1979年、トルケスタン軍管区第201自動車化狙撃師団において、アフガニスタンに派遣。1981年、第201師団長に任命。1983年2月からシベリア軍管区の師団長。
参謀本部軍事アカデミー卒業後、沿バルト軍管区の軍参謀長に任命。北カフカーズ軍管区の軍司令官。モスクワ軍管区副司令官に任命され、1999年4月から軍管区司令官。2001年3月、国防次官/秘書官に任命。
2005年3月からレニングラード軍管区司令官。同年12月12日、上級大将に昇進。

## パーソナル
- チュメニの軍人一家に生まれる。妻帯、1児を有する。
- 4個の勲章と多くのメダルを有する。ロシア連邦功労軍事専門官。